# Emil Voigt (Leichtathlet)

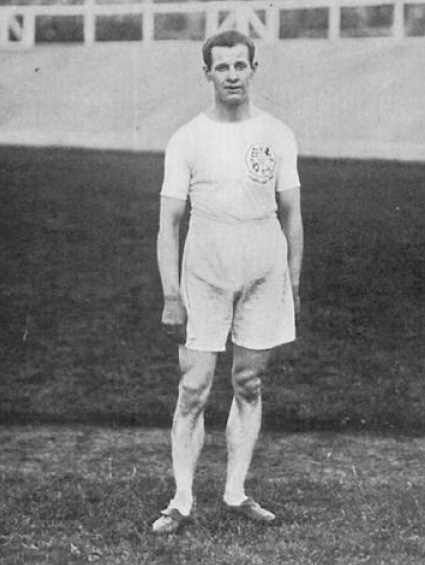
Emil Voigt 1908

Emil Robert Voigt (* 31. Januar 1883 in Ardwick; † 16. Oktober 1973 in Auckland, Neuseeland) war ein britischer Leichtathlet. Voigt gewann Gold im 5-Meilen-Lauf bei den Olympischen Spielen 1908 in London. Er war damals der einzige Vegetarier von 2023 Athleten und wohl auch der erste Vegetarier überhaupt, der bei Olympischen Spielen der Neuzeit eine Goldmedaille gewann.
Emil Voigt gewann bei den Olympischen Spielen 1908 seinen Vorlauf im 5-Meilen-Lauf in 26:13,4 Minuten mit einer halben Minute Vorsprung. Das Finale gewann Voigt in 25:11,2 Minuten mit zehn Sekunden Vorsprung auf seinen Landsmann Edward Owen.
Bei den Britischen Meisterschaften der Amateur Athletic Association gewann Voigt den 4-Meilen-Lauf in den Jahren 1908 und 1909. 1910 wurde er AAA-Meister über eine Meile.
Voigts Eltern stammten aus Deutschland. 1911 wanderte Emil Voigt nach Australien aus und gründete dort eine Radiostation. 12 Jahre lang war er Vorsitzender der Australian Federation of Broadcasting Stations. 1948 zog er von Australien nach Neuseeland.

## 5-Meilen-Lauf
Während bei den Olympischen Spielen von 1896 bis 1904 keine Strecke zwischen 1500-Meter-Lauf und Marathonlauf ausgetragen wurde, wurde bei den Zwischenspielen 1906 und bei den Olympischen Spielen 1908 ein Lauf über 5 Meilen ausgerichtet, was einer metrischen Strecke von 8046,57 Meter entspricht. Ab den Olympischen Spielen 1912 wurden dann der 5000-Meter-Lauf und der 10.000-Meter-Lauf ausgetragen.